# Blanchard Ryan
Susan Blanchard Ryan (n. 12 de enero de 1967 en Boston, Massachusetts, Estados Unidos) es una actriz estadounidense.
Sus mayores roles en el cine son por participar en el grupo de películas de comedía Broken Lizard, como Super Troopers y Beerfest. Otros roles en películas incluyen Big Helium Dog con el escritor Brian Lynch's y la película del 2003 Open Water.
A menudo es confundida por su gran parecido físico a la actriz Charlize Theron.

## Carrera
Blanchard Ryan nación en Boston, Massachusetts el 12 de enero de 1967.
Su madre, Brenda, es una profesora del Francés.  Ryan es una admiradora del hockey sobre hielo y su padre, Ron Ryan, fue el presidente de la NHL Philadelphia Flyers y exentrenador y director general de la ahora extinta Balleneros de Hartford.   
Se graduó de la Universidad de New Hampshire con una licenciatura en Filosofía Política. Después de graduarse de la universidad, trabajó en MTV en el departamento de efectos especiales, y tomó clases de actuación y la improvisación. Con el tiempo, dejó MTV para continuar su carrera, apoyándose haciendo comerciales.
En 2000, ella apareció en un episodio de Sex and the City. Ella estaba participando en películas de Broken Lizard, que son Super Troopers e hizo una sola película en los próximos cinco años que es Beerfest. Más tarde participó en las películas Big Helium Dog y Open Water, por la que ganó un premio Award for Best Actress. 
A pesar del éxito de Open Water, y con la película Beerfest también apareció en Under New Management y It's Complicated.

## Filmografía
- On a Sidewalk in the Fall (1998)
- Remembering Sex (1998) - Brill
- Big Helium Dog (1999) - Bailarina hermosa
- Sex and the City: "Running with Scissors" (2000) - Vendedora
- Super Troopers (2001) - Casino La Fantastique Sally
- My Sister's Wedding (2001) - Diana Dytwicz
- Exceed (2001) - Madre del comercial
- Bun-Bun (2003) - Madre 2
- Open Water (2003) - Susan
- Beerfest (2006) - Krista Krundle
- Capers (2008) - Samantha
- Pistol Whipped (2008) - Liz
- No Exit (2008) - Leigh
- The Brooklyn Heist aka Capers (2008) - Samantha
- Fatal Kiss (2008) - Frances Sweet
- Cold Calls (2009) - Dana Ewing
- Under New Management (2009) - Kelly
- It's Complicated (2009) - Mujer en la clínica de fertilidad